# Älplisee
Der Älplisee ist ein auf 2156 m gelegener Bergsee bei Arosa in Graubünden, Schweiz.

## Lage und Beschreibung
Der See liegt auf dem Aroser Älpli, südwestlich von Innerarosa hinter dem Älpliriegel im Quellbereich der Plessur zwischen dem Schwellisee und den Bergen Erzhorn, Aroser Rothorn sowie Älplihorn.

## Geologie und Entstehung
Der Älplisee ist ein vegetationsloser Muldensee, gebildet durch die Ablagerungen eines lokalen Gletschers. Er liegt an der Grenze zwischen der kristallinen Silvretta-Decke, der Tschirpen-Decke und den Aroser Dolomiten. Das linke Ufer ist von Weideland umgeben, und das rechte Ufer besteht aus einer Dolomit- und Kalkschutthalde des Älpliseehorns, die bis ans Wasser reicht. Zu- und Abfluss erfolgen teilweise unterirdisch, oberirdisch durch die Chlus, welche den Durchbruch durch die Endmoräne des Gletschers darstellt. Der Älplisee hat glasklares und sehr kaltes Wasser, welches ein Baden normalerweise nicht erlaubt. Die Eisbedeckung beträgt rund acht Monate im Jahr.

## Fischbestand
Wie beim Schwellisee versuchte man auch beim Älplisee verschiedentlich, Forellen einzusetzen. Da der See aber bisweilen austrocknet oder bis auf den Grund gefriert, waren diese Versuche nicht erfolgreich.

## Weitere Nutzung
Der Älplisee wird touristisch nicht direkt genutzt. Im Sommer führen die stark frequentierten Bergwanderwege Richtung Erzhornsattel, Rothorn, Ramozhütte/Welschtobel, Hörnli und zum Gredigs Fürggli daran vorbei. Gelegentlich übernachten Ferienlager und Pfadfindergruppen am Ufer des Älplisees. Im Winter führt eine beliebte Variantenabfahrt vom Parpaner Rothorn/Gredigs Fürggli zum See hinunter, welcher dann mit den Skiern in Richtung Chlus/Schwellisee überquert wird. Bei der Schutzhütte unterhalb des Sees (Punkt 2070) beginnt der Normalaufstieg der Skitour über die Mutta zum Schafrügg und zum Meisserhüttli.

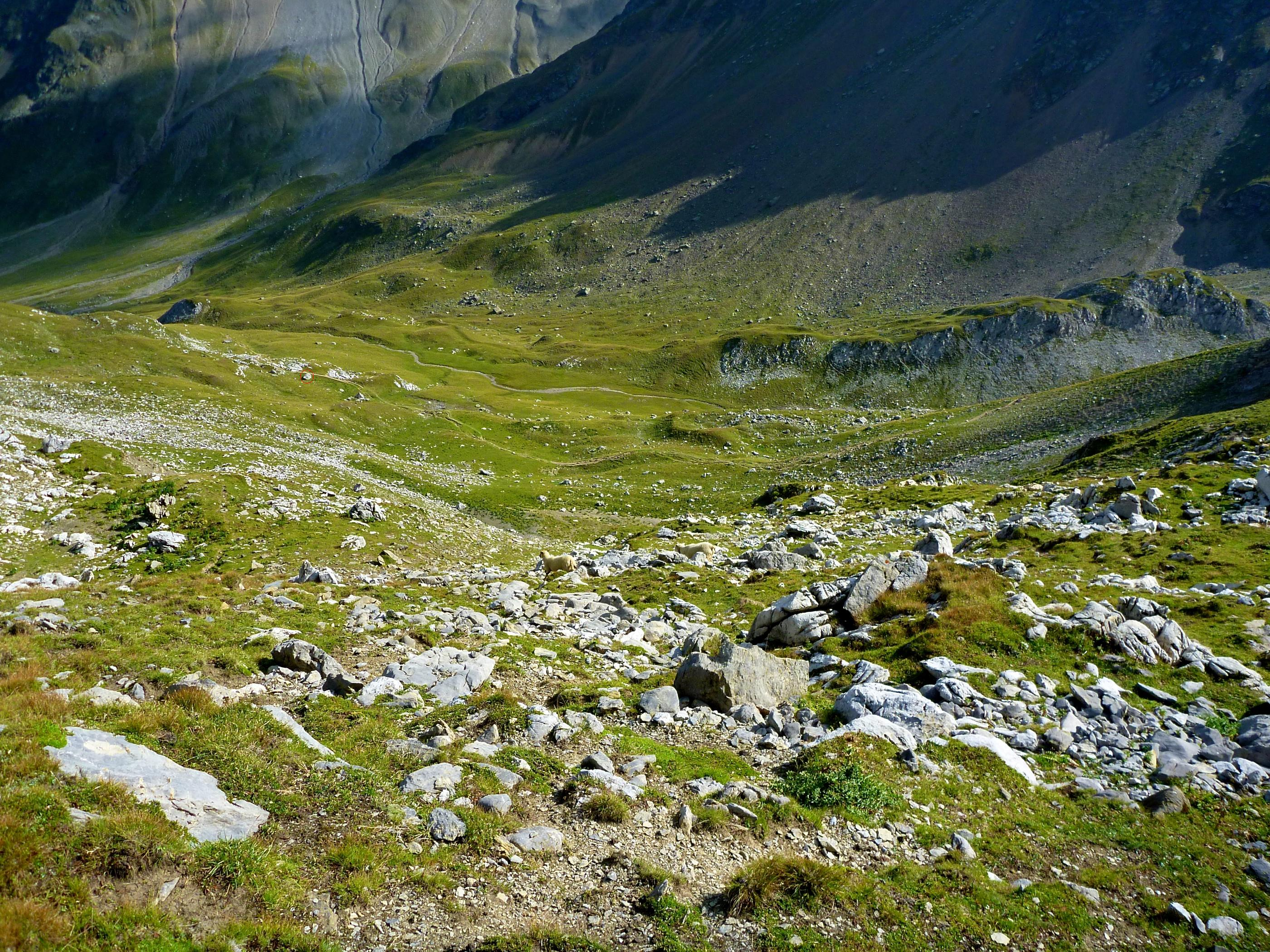
Das Schafälpli mit dem Tüüfelsch Ruobstei am Wanderweg (rot umkreist)

## Die Sage vom Tüüfelsch Ruobstei
Ähnlich wie Schwellisee, Schwarzsee, Hauensee und Urdensee ist auch das Gebiet des Älplisees Schauplatz einer alten Sage.
Im Schafälpli oberhalb des Älplisees liegt rechts am Wanderweg ein auffallend grosser Stein. An dem Stein ist der Schuh einer Frau aufgezeichnet und daneben der Fuss einer Ziege. Bei diesem Stein hat einst der Teufel seine Mutter abgestellt, um sich ausruhen zu können. Er war unterwegs ins Gredigs Älpli. Als er die Last auf den Stein stellte, brach das Ästchen, mit dem der Teufel den Rock der Mutter genäht hatte, worauf er ganz tüchtig fluchte.

## Galerie

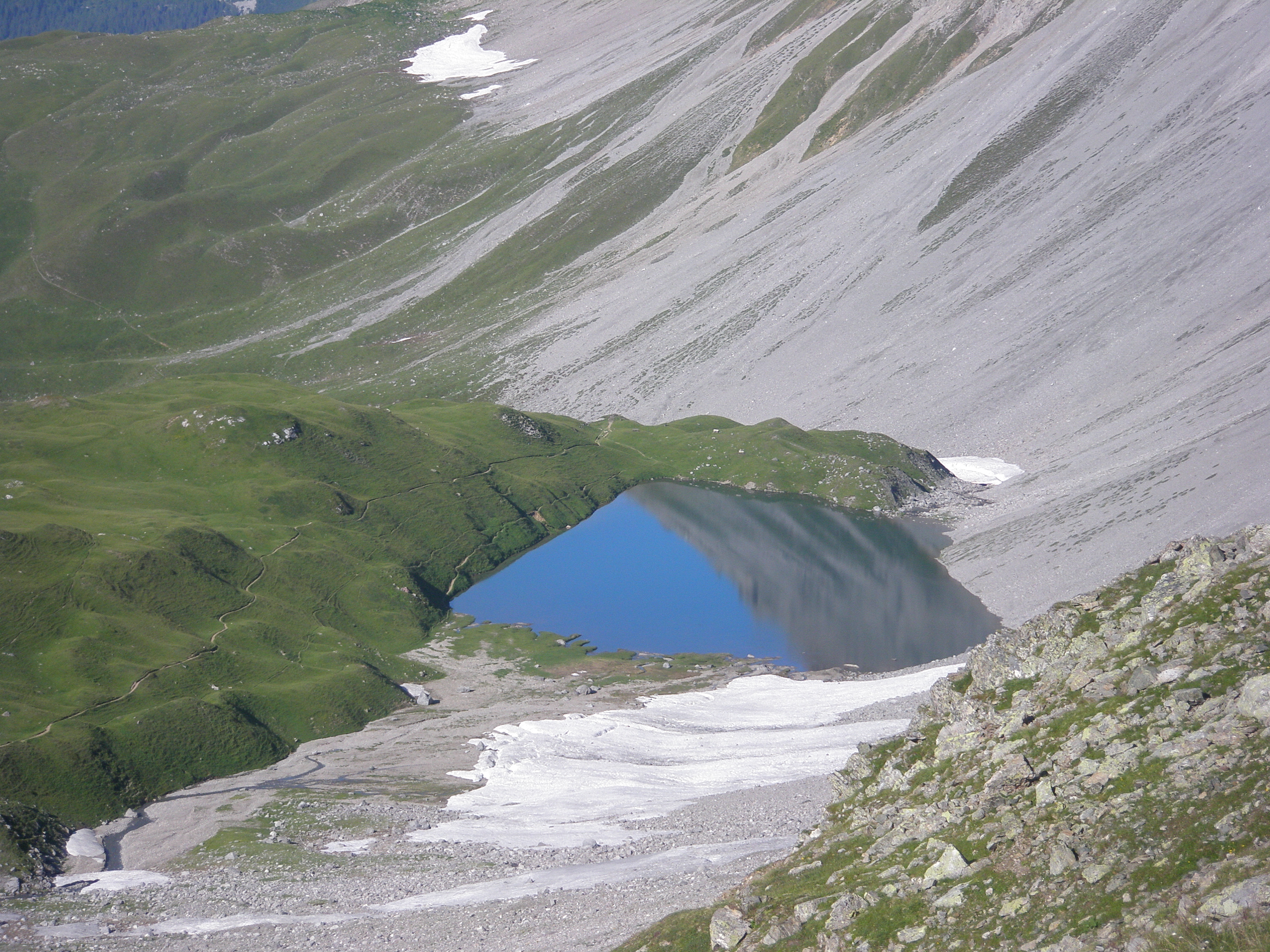
Der Älplisee mit Älpliriegel
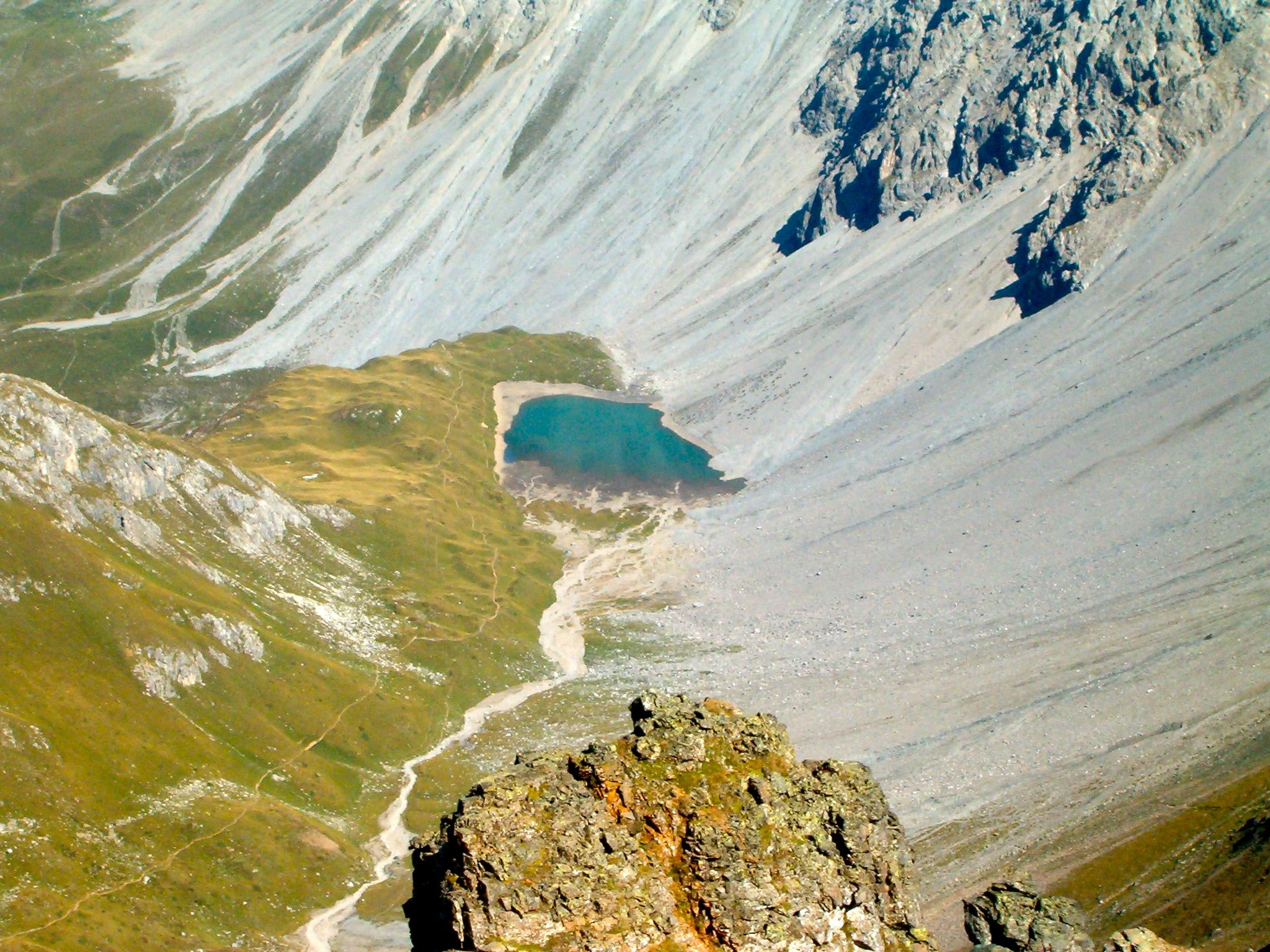
Älplisee vom Älplihorn gesehen
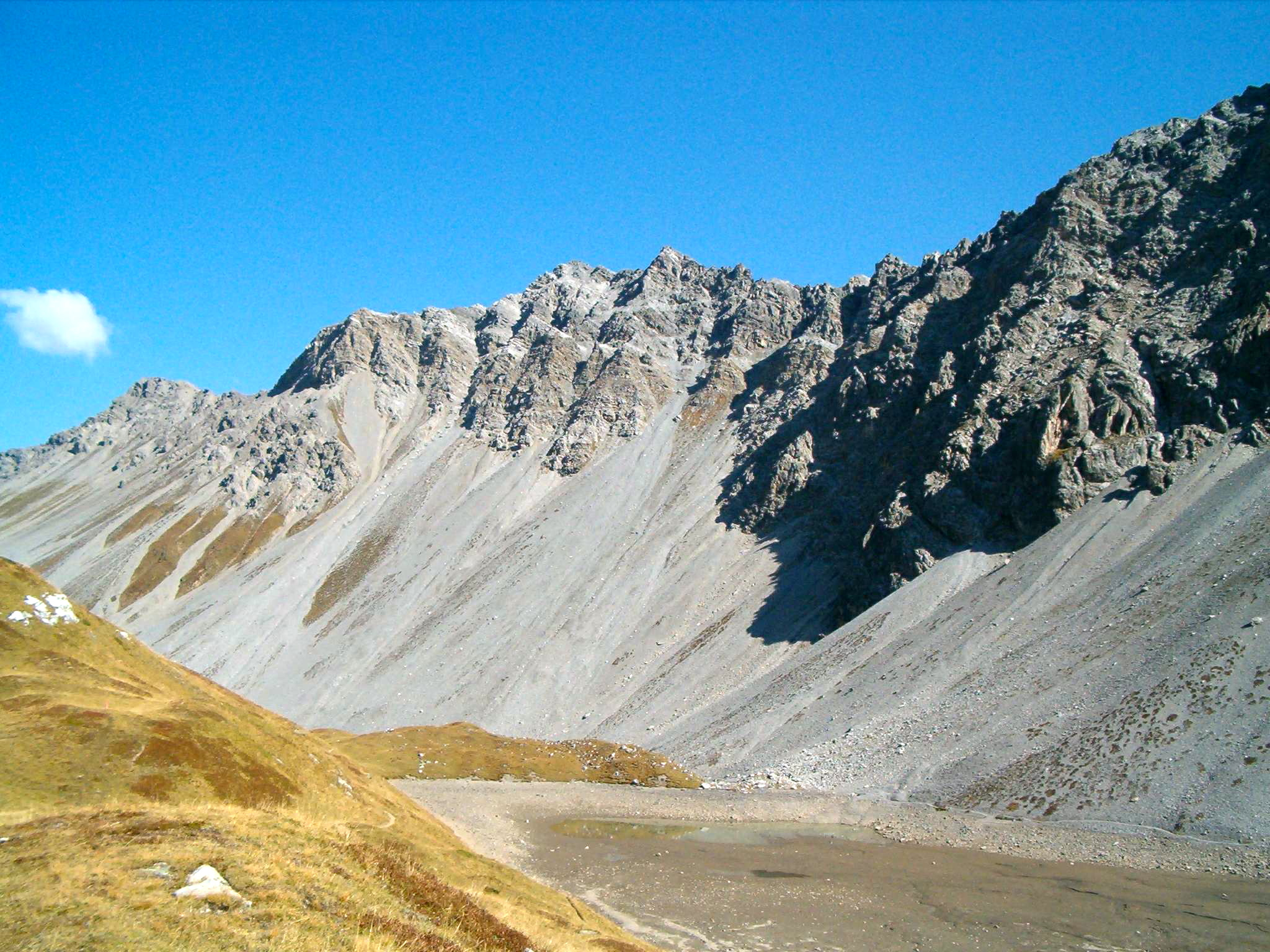
Ausgetrockneter Älplisee
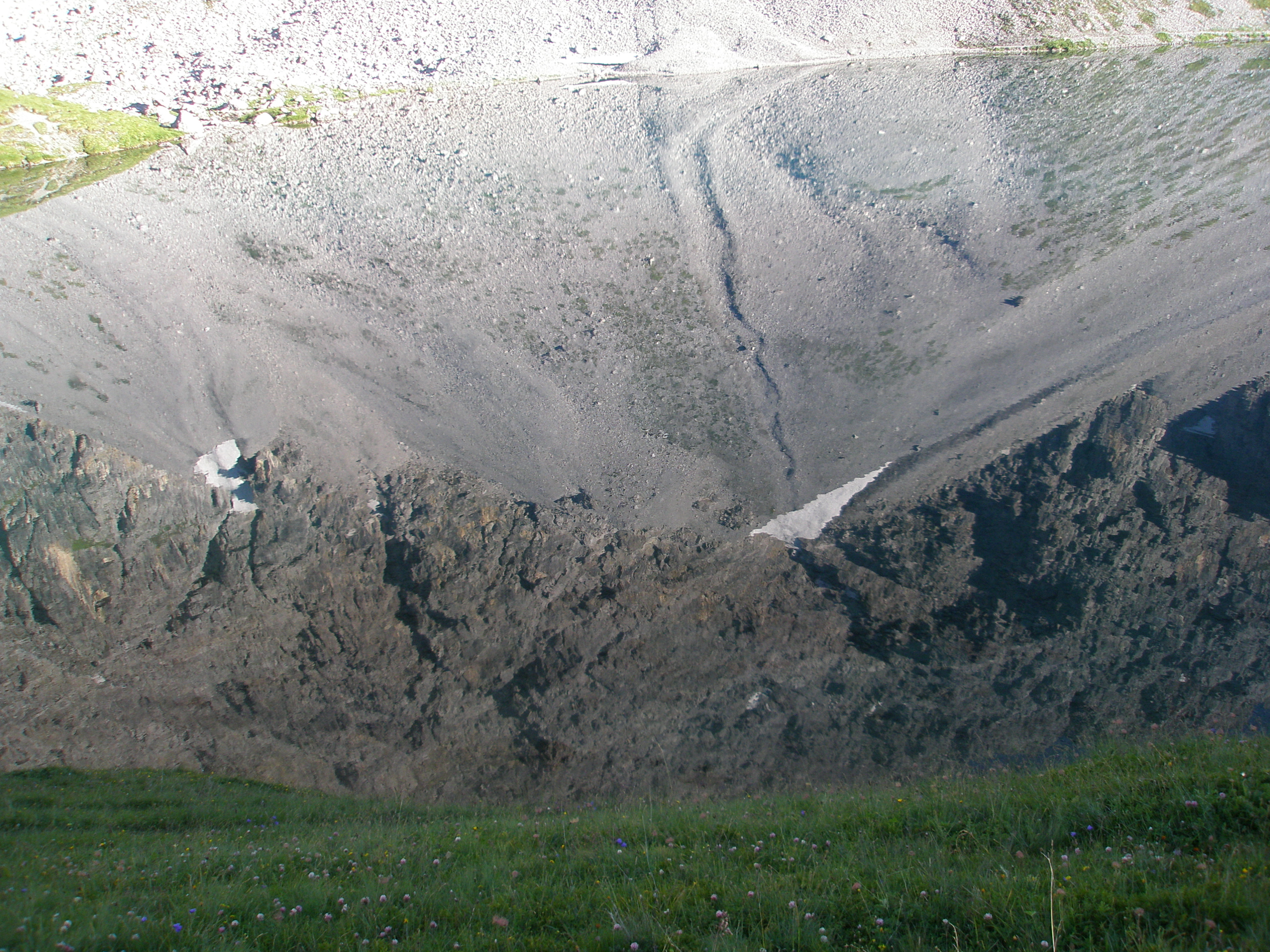
Äplisee, mit Älpliseehorn als Reflexion
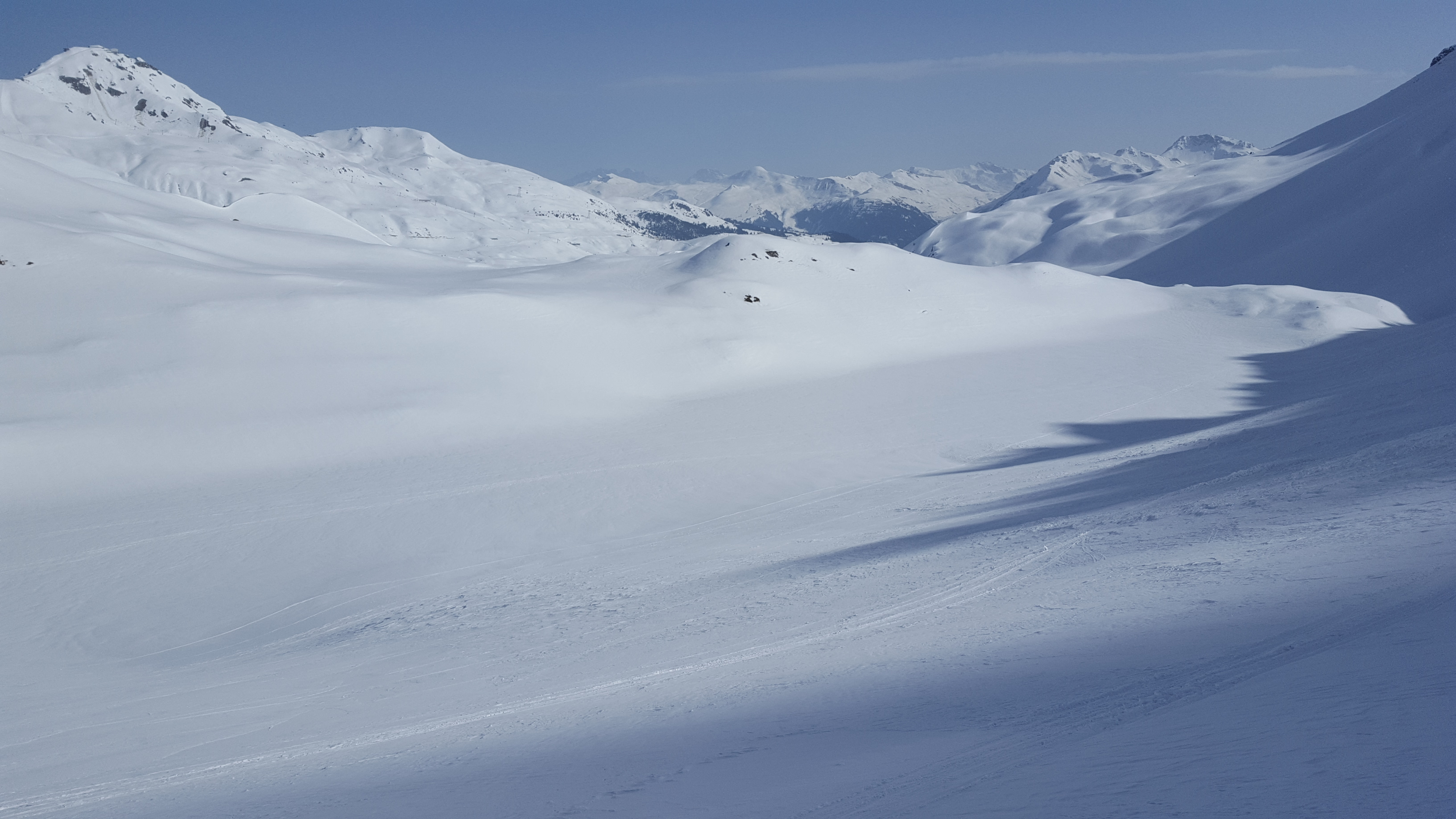
Zugefrorener und zugeschneiter Älplisee im Winter